# Kamešnjak Veliki
Koordinati:   43°40′21″N, 15°41′29″E
Kamešnjak Veliki je nenaseljen otoček v hrvaškem delu Jadrana. Leži okoli 1 km jugovzhodno od otoka Kakan v šibeniškem arhipelagu. Njegova površina meri 0,072 km². Dolžina obalnega pasu je 1,31 km. Najvišji vrh je visok 20 mnm.